# Hamza Koudri
Hamza Koudri (sinh ngày 15 tháng 12 năm 1987 ở Mila, Algérie) là một cầu thủ bóng đá người Algérie thi đấu ở vị trí tiền vệ cho USM Alger ở Giải bóng đá hạng nhất quốc gia Algérie.

## Sự nghiệp quốc tế
Ngày 5 tháng 4 năm 2008 anh được triệu tập vào đội tuyển quốc gia Algérie A’ thi đấu trước USM Blida ngày 11 tháng 4. Anh đá cả hai trận cho Algérie trước Maroc ở Vòng loại Cúp bóng đá châu Phi 2009.

## Danh hiệu

### Câu lạc bộ
USM Alger
- Giải bóng đá hạng nhất quốc gia Algérie (2): 2013-14, 2015-16
- Cúp bóng đá Algérie (1): 2013
- Siêu cúp bóng đá Algérie (2): 2013, 2016
- Cúp câu lạc bộ UAFA (1): 2013

MC Alger
- Giải bóng đá hạng nhất quốc gia Algérie (1): 2009-10
- Siêu cúp bóng đá Algérie (1): 2007